# Hans Abrahamsen
Hans Abrahamsen, né à Copenhague le 23 décembre 1952, est un compositeur danois.

## Biographie
Hans Abrahamsen étudie le cor, la théorie musicale et l'histoire de la musique à l'Académie royale danoise de musique,. Il étudie ensuite à l'Académie de musique du Jutland, à Aarhus, auprès de Per Nørgård et Pelle Gudmundsen-Holmgreen. Dans les années 1980, il est devenu proche à la fois personnellement et stylistiquement (en partie grâce à une nouvelle période d'études) de György Ligeti.

## Esthétique
Hans Abrahamsen est considéré comme faisant partie d'une tendance appelée «die neue Einfachheit (en)» (Nouvelle Simplicité), qui est apparue dans le milieu des années 1960 en réaction contre la complexité et l'aridité perçue de l'avant-garde du Centre Europe,. Les premières œuvres d'Abrahamsen étaient conformes aux principes de ce mouvement, qui constituaient une réaction des Danois contre le courant venu de l'Europe centrale, en particulier du cercle autour de l'École de Darmstadt. Pour lui, cela signifiait l'adoption d'une simplicité presque naïve dans l'expression, comme dans sa pièce pour orchestre Skum (1970). De fait, sa musique est un mélange d'élément du folklore scandinave et de procédés modernes. Sa musique « vire souvent au mélo atonal », et il utilise les dynamiques et la polyrythmie comme procédé de contraste.
Son style s'est bientôt modifié et développé, d'abord par l'intermédiaire d'un dialogue personnel avec le romantisme (perceptible dans des œuvres comme la pièce orchestrale Nacht und Trompete (1984)). Plus tard, après un silence de près d'une décennie où il n'a composé et publié à peu de rien, son style a pris un caractère tout à fait personnel, alliant une rigueur moderniste et une économie des moyens.
Les œuvres notables depuis son retour à la composition comprennent un concerto pour piano écrit pour sa femme Anne-Marie Abildskov, et la pièce de musique de chambre Schnee, où l'économie des matériaux semble atteindre un niveau extrême.

## Œuvre

### Musique de chambre et ensembles
- Round and in between (1971) – pour quintette de cuivres
- Universe Birds (1973) – pour 10 sopranos
- Flowersongs (1973) – pour 3 flûtes – version pour flûte, hautbois et clarinette (2012)
- 10 Preludes (1973) – pour quatuor à cordes
- Denmark Songs (1976) – pour soprano, viola, flûte, clarinette, percussion et piano
- Winternacht (1978) – pour flûte, clarinette, cor, cornet, violon, violoncelle et piano
- Walden (1978, 1995) – pour quintette à vent
- Quatuor à cordes no 2 (1981) – pour quatuor à cordes
- Six Pieces (1984) – pour violon, cor et piano
- Lied in Fall (1987) – pour violoncelle et 13 instruments
- Hymne (1990) – pour violoncelle ou alto
- Ten Studies (1998) – pour piano
- Schnee (2008) – pour flûte, hautbois, clarinette, percussion, deux pianos, violon, alto et violoncelle
- Quatuor à cordes no 3 (2008)
- Quatuor à cordes no 4 (2012)

### Orchestre
- Drei Märchenbilder aus der Schneekönigin (2018)
- Three Pieces for Orchestra (2017)
- Bamberger Tanz (2014)
- Ten Sinfonias (2010)
- Nacht und Trompeten (1981)
- Stratifications (1975)
- Symphony (1974)
- EEC Satz (1972)

### Concertos
- Concerto pour piano (1999)
- Double Concerto (2011) – pour violon, piano et orchestre
- Let me tell you  (2013) – pour soprano et orchestre
- Left, alone (2015) – pour piano (main gauche) et orchestre
- Concerto pour cor et orchestre (2019)

### Opéra
- The Snow Queen (2019)[5]